# 戴樂爾
戴樂爾，全名威廉·費迪南·戴樂爾（英語：William Ferdinand Tyler，1865年12月11日—1952年8月1日），又譯泰萊或戴理爾，英國海軍後備隊軍官，在北洋水師服務後不久即參與大東溝海戰，海戰時曾擔任「定遠」鐵甲艦副管駕。他是唯一參加了大東溝海戰與威海衛之戰的外國軍官。他的回憶錄是研究黃海海戰的重要第一手史料。

## 生平

### 早年經歷
戴樂爾於1865年12月11日出生在英格蘭索美塞特郡韋爾斯市以東2英里的丁德爾村，其母是法國伯爵之女，其祖父是不列顛東印度公司專員，留下來可觀遺產，但其父投資失敗，喪失了財富，其兄只能就讀公立學校，而他只能在家由其父教導邏輯與幾何學。在其親戚資助下，他讀了一年補習班，準備成為航海工程師。:1-2,207

### 航海歲月
他於1881到1883年就讀泰晤士航海訓練學院，在4,502噸的一級風帆戰艦伍斯特號實習，1883年12月成為皇家海軍後備隊見習官。1884年起他在英國商隊海軍工作，曾乘帆船沿極險惡的咆哮40度水道自南非南端抵南美南端。他於1887年起在英國皇家海軍三艘軍艦服役過：破壞號鐵甲艦（9,387噸）、利安達號二等巡洋艦（4,300噸）、專橫號裝甲巡洋艦（8,400噸）。其中「破壞」號是在軍艦設計發展史上具有革命意義的無帆桿獨立砲塔型鐵甲艦，是二十世紀主力艦的始祖，而兩艘巡洋艦是十九世紀八十年代中期英國造的兩級最具代表性的巡洋艦的首艦，其中「專橫」號更是英國駐中國艦隊的旗艦。:3-41888年「專橫」號代表英國併吞聖誕島時，他獲選為登島代表之一。:21,25,291889年12月，他從海軍後備隊代理中尉成為中尉。

### 來到中國
他於1889年到1894年在大清皇家海關總稅務司的稅務巡船上工作。:311894年豐島海戰後，他想為英國海軍部記錄海戰的過程，因此總稅務司赫德把他調到天津，他被任命為北洋水師副提督漢納根的顧問兼秘書。他向德璀琳與漢納根建議，向智利購買世界上當時最快的巡洋艦，由他率領襲擊日本海岸與船運，這會迫使日本吉野號巡洋艦等快速巡洋艦巡防加煤港口，而不追求艦隊決戰，使戰局有利於中國。李鴻章同意此構想，但是向智利購艦的交易最後沒有成交。:37-39這艘布蘭科‧恩卡拉達號是吉野號的姐妹艦，除航速慢半節以外，火力和裝甲都在吉野號之上。

### 大東溝海戰
1894年9月17日大東溝海戰時戴樂爾在旗艦定遠號上，開戰不久他與提督丁汝昌在主炮上方的飛橋上，管帶劉步蟾看到他們在飛橋上，仍然下令向前方開砲，震波導致他與丁汝昌都受傷。他摔下飛橋，雙耳鼓膜被震破，一目暫時失明。:50,52,58開戰半小時內定遠號上的信號索具都被擊毀，丁事前又沒有指定代理旗艦，北洋各艦只能各自為戰。:51
戰後副提督漢納根建議丁汝昌，以戴樂爾為其繼任，劉步蟾力阻，事不成。:59-60

### 威海衛之圍
日本陸軍於1895年1月登陸後，以威海衛南岸炮台的克虜伯炮轟擊港內北洋軍艦。戴樂爾原本負責晚上率砲艇巡邏，防止日軍魚雷艇偷襲。1895年2月4日，他自願領軍攻擊岸上ㄧ座炮台，因清軍準備不足而臨時取消。他把行動延後到5日，因此當天沒有率砲艇巡邏，結果凌晨日軍以魚雷艇攻擊，定遠號中雷，只好擱淺以防沈沒，提督旗移於靖遠號。:72-746日，來遠號被擊沉。鎮遠號不能出海。2月7日，北洋魚雷艇隊試圖逃出港口，結果多被擊沈。清軍由於遭到水陸夾擊，援軍不至，表示不想繼續戰鬥。瑞乃爾（Theodore H. Schnell）、戴樂爾、克爾克（W. Kirk）醫生與牛昶昞、馬復恆兩位道台商量，同意投降是防止士兵譁變的最好方法。瑞乃爾與戴樂爾到旗艦上去見丁汝昌與馬格祿，表示應該盡量戰鬥，但如果士兵不願作戰，投降是正當的。丁說：「我當然會救兵勇們的性命，我也認為你們建議的是唯一可行之途，但在我實行這一步驟前我必須得先死。」:77,79
1896年3月，他成為英國海軍後備隊上尉。

### 日俄戰爭
日俄戰爭爆發後，1904年2月12日，清政府宣佈中立。由於俄國阿斯科爾德號防護巡洋艦等艦逃到中國港口，不易處置，清政府聘請戴樂爾為海軍的中立事務顧問官。1905年5月底，幾艘為俄國第二太平洋艦隊執行補給的運輸艦進入上海吳淞，在他的建議下，海軍司令葉祖珪立即宣佈它們是軍艦，讓他們在離境和接受拘禁兩者間作出選擇，結果軍艦被扣，俄軍被拘，維持了中國的中立與主權。:190-192
1904年3月10日，他成為英國海軍後備隊少校。他於1906年年底之前從海軍後備隊退役。

### 二次革命
1913年二次革命期間，在上海的海軍考慮倒向討袁軍。戴樂爾得知後取得香港上海滙豐銀行的金援，換取了海軍支持袁世凱。7月22日至28日，上海討袁軍五次進攻江南製造局，北洋軍在海軍的協助下成功擊退討袁軍。財政部代理部長梁士詒因此致電感謝他。:233-237,241

### 第一次世界大戰
第一次世界大戰時，他擔任中國海軍部的中立事務顧問。1917年3月14日中午，中國宣布與德國斷交，在他的建議下，中國在宣布斷交前幾小時扣留了德國在上海的全部6艘船艦，避免德國人遵命炸沉船艦以堵塞港口。:258,261-263

## 著作
他於1929年出版回憶錄Pulling Strings in China。該書中譯本有二：1931年张荫麟節譯甲午戰爭的部分為《甲午中日海战见闻记》。2011年張黎源譯《我在中国海军三十年 (1889-1920): 戴樂爾回忆录》。
對於北洋艦隊上的洋員，他的回憶錄正面評價漢納根、尼格路士（Thomas Nicholls）、哈卜門（Heckman）、阿璧成（Albrecht）、普菲士（Alexander Purvis）等人，而認為馬吉芬不怎麼樣，喜歡誇誇其談。:44,58-59對於中國軍官，他高度評價致遠艦管帶鄧世昌、定遠艦副管駕李鼎新等人，但鄙視定遠艦管帶劉步蟾。:47,51戴樂爾指責劉步蟾在大東溝海戰時「貪生怕死，臨時擅改陣型」是否事實，史家並無共識。他還提到提督丁汝昌的一段故事：某位洋員偽稱自己是魚雷專家，結果在檢查魚雷艇時誤射，幸而魚雷沒有爆炸。丁對洋員說，我對此事不滿的是你假裝是專家。我雖然是海軍提督，我有假裝自己懂船或航海嗎？你知道我沒有，所以學我的榜樣，別裝專家。:89
他於1907年出版了兩本小冊子：The dimensional idea as an aid to religion （《維度的概念對宗教的幫助》）與 The Psycho-Physical Aspect of Climate, with a Theory concerning Intensities of Sensation（《氣候的心理-物理層面以及一個關於感受強度的理論》）。:206他主張「精神世界存在於不同維度」的概念可以用在任何宗教上，以消除不同宗教之間的對立。

## 職位與榮譽
黃海海戰後，清廷依李鴻章的建議，獎賞參戰洋員，他於1894年以水師游擊任用，賞戴花翎，獲御賜雙龍寶星第三等第一品。他於1897年獲南洋大臣所發銀質功牌。1904年獲三品銜。他因在中國海關總稅務司任海岸巡查，於1915年獲北洋政府頒三等嘉禾章。他因在北洋政府交通部任海事顧問，於1921年獲頒二等嘉禾章。
1896年6月，他獲選為英國皇家氣象學會院士（F.R.M.S.）。

## 家庭
他的女兒伊馮·西爾維亞·戴樂爾於1935年9月25日與萊昂內爾·克萊門特·海蓋特少校結婚。他的外孫女瑪麗蓮·海蓋特嫁給海軍中將查爾斯·方丹的兒子。